# 4′33″
П'єса «4′33″» («Чотири тридцять три», інакше — «Чотири хвилини тридцять три секунди») — твір американського композитора Джона Кейджа для вільного складу інструментів, який складається з трьох частин. Тривалість твору відповідає його назві: по частинах це, починаючи з першої, — 30 секунд, 2 хвилини 23 секунди і 1 хвилина 40 секунд, відповідно. Упродовж всього виконання твору учасники ансамблю не утворюють жодних звуків зі своїх інструментів. За задумом автора змістом кожного з трьох фрагментів є ті звуки навколишнього середовища, які будуть почуті під час прослуховування композиції.

## Прем'єра композиції
У 1952 році під час своїх акустичних експериментів у звукоізольованій лабораторії Гарварду Кейдж зробив відкриття «Я почув, що тиша — це не відсутність звуку, а робота моєї нервової системи й циркуляція крові». Ця ідея стала поштовхом до написання «4'33». Уперше п'єса була представлена піаністом Девідом Тюдором на Благочинному концерті, організованому в підтримку творчості в області сучасного мистецтва, у Вудстоці 29 серпня 1952 року. Реакція публіки була неоднозначною. Більшість із них не знали як слухати те, що називається тишею. Деякі з них встали й полишили залу, дехто метушившись в кріслі, чекав, доки піаніст щось гратиме. Вітер, краплі дощу, перешіптування публіки — всі ці звуки створювали шумовий ефект п'єси.
Більшість мистецтвознавців вважає, що Джон Кейдж своєю композицією створює той простір, який мимоволі починає виробляти якісь звуки, починає звучати. І цей простір змушує в себе вслуховуватись.